# القرين (الدوادمي)
القرين، هي قرية من فئة (أ) تقع في محافظة الدوادمي، والتابعة لمنطقة الرياض في السعودية. وتبعد القرين عن محافظة الدوادمي بمسافة تقارب (72) كم.